# タカマツハウス
タカマツハウス株式会社（英文商号：TAKAMATSUHOUSE CORPORATION）は、日本のハウスメーカーで、木造戸建住宅関連事業を展開している。髙松コンストラクショングループの1社である。

## 概要
- 2019年（令和元年）タカマツハウス設立
- 2020年（令和2年）横浜営業所新設（横浜市西区）
- 2021年（令和3年）城西営業所　新設（武蔵野市吉祥寺）
- 2021年（令和3年）横浜営業所　移転（横浜市中区）
- 2021年（令和3年）城北営業所　新設（豊島区南池袋）
- 2021年（令和3年）本店増床　移転（10→15階）
- 2022年（令和4年）埼玉営業所　新設（さいたま市浦和区）
- 2023年（令和5年）タカマツハウス関西（別資本）創業
- 2023年（令和5年）城東支店　新設（台東区浅草橋）